# Вукотич, Душан
Душан Вукотич (сербохорв. Душан Вукотић, Dušan Vukotić, 1927—1998) — югославский кинорежиссёр, режиссёр-мультипликатор, наиболее знаменитый мастер Загребской мультипликационной школы, один из основателей студии «Загреб-фильм».
Родился в семье черногорского происхождения: его дед Мойаш (Mojaš) был братом генерала Янко Вукотича. Архитектор по образованию. Получил международную известность благодаря фильму «Суррогат», который стал первой иностранной мультипликацией, получившей Оскара (1962).
Преподавал режиссуру в Загребской академии драматических искусств — с момента учреждения кафедры кино (1967) и до ухода на пенсию.